# Obereopsis masaica
Obereopsis masaica är en skalbaggsart som beskrevs av Stefan von Breuning 1950. Obereopsis masaica ingår i släktet Obereopsis och familjen långhorningar.
Artens utbredningsområde är Kenya. Inga underarter finns listade i Catalogue of Life.